# 金ヶ崎城
金ヶ崎城（かながさきじょう・かねがさきじょう）は、福井県敦賀市金ヶ崎町にあった日本の城。別名敦賀城（つるがじょう）。城跡は国の史跡に指定されている。本項では支城である天筒山城についても併記する。

## 概要
敦賀市北東部、敦賀湾に突き出した海抜86mの小高い丘（金ヶ崎山）に築かれた山城である。
治承・寿永の乱（源平合戦）の時、平通盛が木曾義仲との戦いのためにここに城を築いたのが最初と伝えられる。現在でも月見御殿（本丸）跡、木戸跡、曲輪、堀切などが残り、1934年には国の史跡に指定されている。
金ヶ崎城跡のふもとには、足利氏と新田義貞の戦いで城の陥落とともに捕縛された恒良親王と、新田義顕とともに自害した尊良親王を祀った金崎宮（かねがさきぐう）がある。

## 歴史

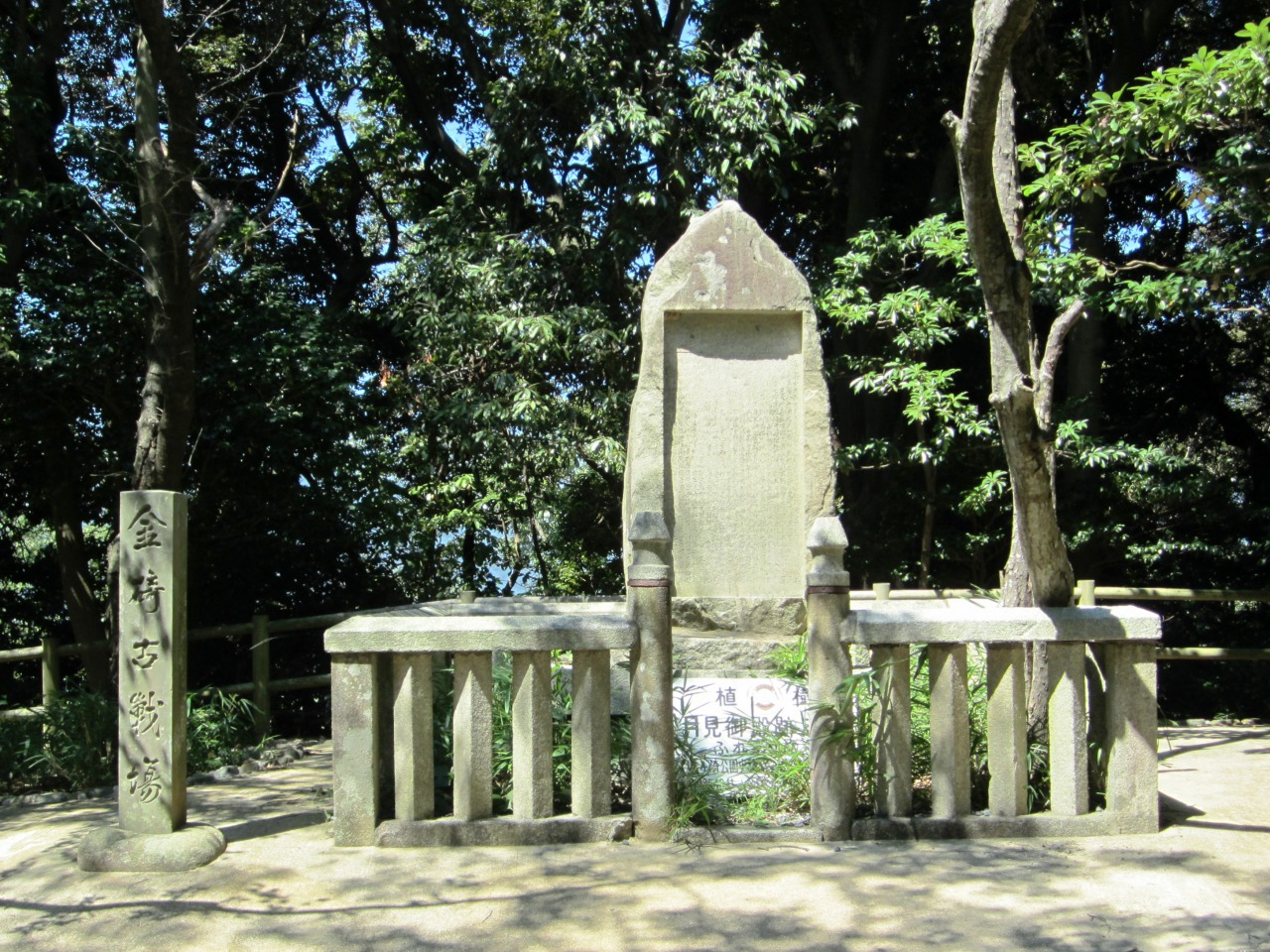
金ヶ崎城跡にある南北朝時代の金ヶ崎の戦いの古戦場碑

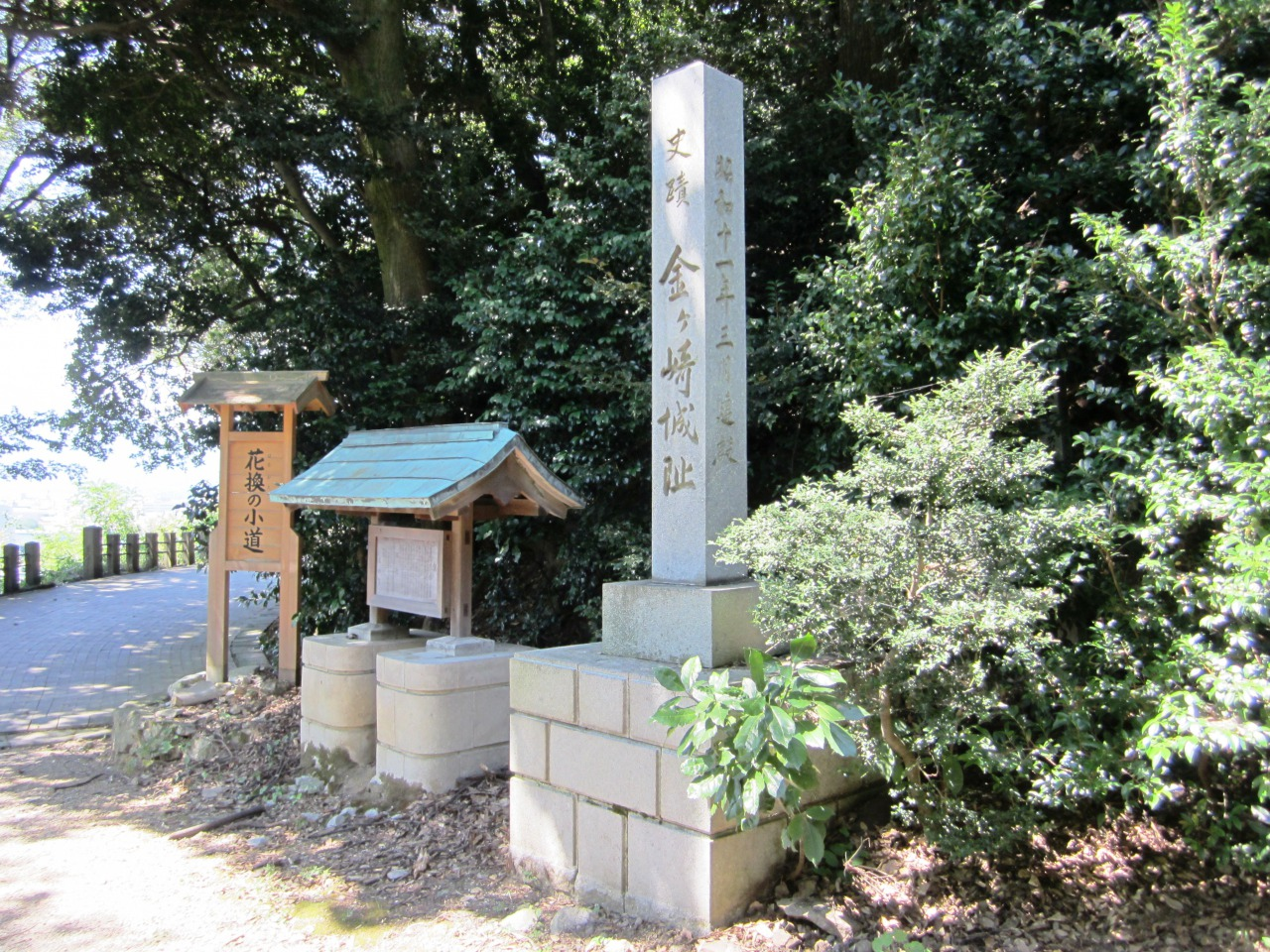
金ヶ崎城跡の石標

### 南北朝時代
1336年（延元元年/建武3年10月13日、足利尊氏の入京により恒良親王、尊良親王を奉じて北陸落ちした新田義貞が入城、直後、足利方の越前守護斯波高経らの軍勢に包囲され兵糧攻めにされる。翌1337年（延元2年/建武4年2月5日）、義貞らは、闇夜に密かに脱出し、杣山城（福井県南条郡南越前町）で体勢を立て直す。2月16日、義貞は金ヶ崎城を救援しようとするも敦賀郡樫曲付近で足利方に阻まれる。3月3日、足利方が城内に攻め込み、兵糧攻めによる飢餓と疲労で城兵は次々と討ち取られる。尊良親王、新田義顕（義貞嫡男）、城兵300名は城に火を放ち自害、恒良親王は捕縛され、3月6日、落城する。
1338年（延元3年/暦応元年）4月（旧暦）には越前の軍事的主導権を握った義貞に奪還されるが、その後、足利方の越前平定により、越前守護代甲斐氏の一族が守備、敦賀城と称した。

### 室町時代
1459年（長禄3年5月13日）、守護斯波氏と守護代甲斐氏の対立が深まり（やがて長禄合戦に発展）、古河公方足利成氏征討の幕命を受けた斯波義敏は兵を引き返して金ヶ崎城を攻撃するも、甲斐方の守りは堅く、義敏方は大敗した。この戦いは8代将軍足利義政の怒りを買い義敏は失脚した。

### 戦国時代
朝倉氏が越前を掌握した後は朝倉氏一族の敦賀郡司がここを守護していた。
1570年（元亀元年4月26日）、援軍が遅れたため、郡司朝倉景恒は織田信長に対し開城する。しかし、浅井長政が離反して近江海津に進出し挟撃戦になったため、信長は木下藤吉郎（豊臣秀吉）らに殿（しんがり）を任せ、近江朽木越えで京に撤退する（金ヶ崎の戦い）。

## 天筒山城
天筒山城（てづつやまじょう）は、金ヶ崎城の枝城で標高約171mの天筒山に構築された山城である。金ヶ崎城とは稜線伝いに繋がっている。
元亀元年4月25日、織田軍（10万人）に攻め込まれ、双方数千の戦死者が出る戦いとなったが陥落し、朝倉景恒は金ヶ崎城に陣を引くことになった。
現在は公園化されており、曲輪、櫓台跡などが残る。